# الكلية الملكية لأطباء التخدير
الكلية الملكية لأطباء التخدير (بالإنجليزية: Royal College of Anaesthetists)‏ هي الهيئة المهنية المسؤولة عن تخصص التخدير في جميع أنحاء المملكة المتحدة. تضع معايير في التخدير والرعاية الحرجة وإدارة الألم وتدريب أطباء التخدير ومساعدي الأطباء (التخدير) وأطباء الرعاية الحرجة الممارسين. كما تجري امتحانات لأطباء التخدير في التدريب، وتنشر المجلة البريطانية للتخدير، وتطلع الجمهور على التخدير وتثقفه. يقع مقرها الرئيسي في تشرشل هاوس بلندن. [بحاجة لمصدر]

## الدور
تتنوع أنشطة الكلية، ولكنها تشمل وضع معايير الرعاية السريرية، ووضع معايير لتدريب أطباء التخدير وممارسي الرعاية الحرجة وإدارة الآلام الحادة والمزمنة، وإعداد وإجراء الفحوصات، والتعليم الطبي المستمر لجميع أطباء التخدير الممارسين. [بحاجة لمصدر]

## الامتحانات
- دبلوم التخدير.
- زمالة الكلية الملكية لأطباء التخدير (مقسمة إلى امتحان زمالة الكلية الملكية لأطباء التخدير الابتدائي وإمتحان زمالة الكلية الملكية لأطباء التخدير النهائي).